# The Originals (1.ª temporada)
A primeira temporada de  The Originals um spin-off produzido pela The CW e baseado na série norte-americana The Vampire Diaries estreou em 3 de outubro de 2013 e terminou em 13 de maio de 2014 com 22 episódios.

## Produção
A estreia da primeira temporada foi  inicialmente marcada para 15 de outubro de 2013, no entanto em 29 de julho a The CW anunciou que a estreia foi alterada para 3 de outubro logo após o primeiro episódio da quinta temporada de The Vampire Diaries na quinta-feira. A partir do segundo episódio a série passou a ser exibida nas terças-feiras.
A série se passa na mesma linha de tempo de The Vampire Diaries, para facilitar possíveis crossovers. Tyler Lockwood (personagem interpretado por Michael Trevino) foi o personagem de The Vampire Diaries a fazer parte do primeiro crossover entre as duas séries.

## Elenco
Claire Holt intérprete de Rebekah Mikaelson, deixou o elenco regular a partir do 16° episódio.

### Elenco regular
- Joseph Morgan como Niklaus Mikaelson (22/22)
- Daniel Gillies como Elijah Mikaelson (20/22)
- Claire Holt como Rebekah Mikaelson (17/22)
- Phoebe Tonkin como Hayley Marshall (22/22)
- Charles Michael Davis como Marcel Gerard (22/22)
- Daniella Pineda como Sophie Deveraux (9/22)
- Leah Pipes como Camille O'Connell (22/22)
- Danielle Campbell como Davina Claire (20/22)

### Elenco recorrente
| - Eka Darville como Diego (10/22) - Steven Krueger como Joshua Rosza - Todd Stashwick como Kieran O'Connell (11/22) - Elyse Levesque como Genevieve (12/22) - Aubrey DeVaney / Alexa Yeames como Abigail - Shannon Kane como Sabine Laurent / Celeste DuBois (11/22) - Callard Harris como Thierry Vanchure (9/22) - Yasmine Al-Bustami como Monique Deveraux (10/22) - Shannon Eubanks como Bastianna Natale (5/22) | - Sebastian Roché como Mikael (4/22) - Chase Coleman como Oliver (3/22) - Tasha Ames como Eve (3/22) - Peta Sergeant como Francesca Correa (4/22) - Nathan Parsons como Jackson Kenner (5/22) - Raney Branch como Celeste DuBois (5/22) - Karen Kaia Livers como Agnes (3/22) |

### Convidado
| - Michael Trevino como Tyler Lockwood - Owiso Odera como Papa Tunde - Matt Kabus como Sean O'Connell - Jesse Boyd como Cary - Diana Chiritescu / Natalie Dreyfuss como Cassie / Esther Mikaelson - Malaya Rivera Drew como Jane-Anne Deveraux - Alexandra Metz como Katie - Shane Coffey como Timothy | - Nathaniel Buzolic como Kol Mikaelson - Yusuf Gatewood como Vincent Griffith / Finn Mikaelson - Aiden Flowers como Klaus Mikaelson (criança) - Perry Cox como Elijah Mikaelson (criança) - Callie McClincy como Rebekah Mikaelson (criança) - McCarrie McCausland como Marcel Gerard (criança) |

## Episódios
| Episódio # | Título                                                                 | Dirigido por     | Escrito por                             | Estreia original        | Audiência nos EUA (em milhões) |
| --- | ---------------------------------------------------------------------- | ---------------- | --------------------------------------- | ----------------------- | ------------------------------ |
| 1 | "Always And Forever (Sempre E Para Sempre)"                            | Chris Grismer    | Michael Narducci & Julie Plec           | 3 de outubro de 2013    | 4,34                           |
| Klaus Mikaelson, o híbrido vampiro/lobisomem original retorna ao bairro sobrenatural que é o French Quarter em New Orleans, a cidade que a sua família ajudou a construir 300 anos antes. Determinado a ajudar seu irmão, Elijah deixa sua irmã Rebekah para trás e segue Klaus. Elijah descobre que a linda e rebelde lobisomem Hayley (que teve um caso com Klaus uma vez) caiu nas mãos de uma bruxa poderosa chamada Sophie Deveraux. Quando Sophie revela algo que mudará a vida de todos para sempre, Elijah percebe essa pode ser uma segunda chance de humanidade e redenção para a família original. Klaus, no entanto, está mais intrigado com a sua recente reunião inesperada com o seu protegido Marcel, um vampiro carismático, porém diabólico que tem total controle sob os habitantes sobrenaturais de Nova Orleans. Klaus jura recuperar tudo que já foi seu: o poder, a cidade e sua família. |                                                                        |                  |                                         |                         |                                |
| 2 | "House Of The Rising Son (Casa Do Filho Crescente)"                    | Brad Turner      | Diane Ademu-John & Declan de Barra      | 8 de outubro de 2013    | 3,87                           |
| Quando Rebekah chega à New Orleans por causa da insistência do seu irmão Elijah, ela conhece Hayley, que a conta algumas novidades inesperadas. Preocupada que o seu irmão não seja capaz de fazer nada de bom, Rebekah procura ajuda de uma Sophie relutante. Em uma atitude de desespero, Hayley se dispõe a tomar conta do assunto sozinha, mas as coisas tomam um rumo perigoso. Determinado a descobrir a arma secreta de Marcel, Klaus fica um passo a frente e executa seu plano. Enquanto isso, depois de um desentendimento com Marcel, Rebekah lembra de toda raiva e decepção que Klaus a causou todos esses anos. Finalmente, Marcel inclui a ajuda de Davina em seu plano perigoso. |                                                                        |                  |                                         |                         |                                |
| 3 | "Tangled Up In Blue (Enroscado Em Azul)"                               | Chris Grismer    | Ashley Lyle & Bart Nickerson.           | 15 de outubro de 2013   | 3,75                           |
| Depois de descobrir notícias interessantes sobre alguém do círculo fechado de Marcel, Klaus e Rebekah se juntam na tentativa de destruir o império do Marcel, apesar da preocupação do Elijah. Eles se alistam para ajudar Sophie, que está relutante em se envolver por medo da ira da arma secreta de Marcel: Davina. Rebekah convida, escondido, Cami para uma grande festa de vampiros organizada pelo Marcel, tentando incomodar o Marcel. Em outro lugar, Hayley descobre da bruxa Sabine (convidada especial Shannon Kane) que as criaturas sobrenaturais de Nova Orleans estão reagindo à possível existência de um bebê híbrido. |                                                                        |                  |                                         |                         |                                |
| 4 | "Girl In New Orleans (Garota Em Nova Orleans)"                         | Jesse Warn       | Michelle Paradise & Michael Narducci    | 22 de outubro de 2013   | 3,43                           |
| Com o festival anual de música Dauphine Street acontecendo, Davina, desesperada para sair à noite, convence Marcel a deixá-la participar. Marcel concorda, mas pede que Cami mantenha os olhos em Davina. Agnes (atriz convidada Karen Kaia Livers) convence Hayley a visitar um médico misterioso, com quem ela faz uma descoberta chocante. Enquanto isso, Klaus tem um interesse especial por Cami, que revela algumas informações alarmantes sobre seu passado, e Rebekah está em uma determinada a descobrir tudo sobre mistério de um recente encontro envolvendo Elijah. |                                                                        |                  |                                         |                         |                                |
| 5 | "Sinners And Saints (Pecadores E Santos)"                              | Chris Grismer    | Marguerite MacIntyre & Julie Plec       | 29 de outubro de 2013   | 2,78                           |
| Enfurecido pelos recentes acontecimentos envolvendo a segurança do seu filho ainda não nascido, Klaus exige respostas de Sophie, acreditando que ela esteja envolvida. Sophie revela à Klaus e Rebekah um segredo problemático de seu passado. Enquanto isso, Marcel pede para Klaus acompanhá-lo ao pântano, depois que restos mortais são descobertos, porém Rebekah, Sophie e Hayley iniciam uma missão só delas. Davina confidencia a um inesperado aliado e revela chocantes informações sobre bruxas, levando a uma revelação perturbadora. |                                                                        |                  |                                         |                         |                                |
| 6 | "Fruit of the Poisoned Tree (Fruto Da Árvore Envenenada)"              | Michael Allowitz | Charlie Charbonneau & Diane Ademu-John  | 05 de novembro de 2013  | 2,80                           |
| Quando Klaus descobre que a vida de Hayley está ameaçada, ele vai aos extremos para protegê-la e também a sua bebê. Tendo dificuldade de lidar com acontecimentos trágicos do seu passado, Cami vai até o Padre Kieran em busca de orientação. Se sentindo como se não pudesse confiar em ninguém, Marcel visita um velho amigo em busca de conselhos, enquanto Davina tenta apreder como controlar sua magia. Finalmente, Klaus revela algumas novidades surpreendentes ao Padre Kieran. |                                                                        |                  |                                         |                         |                                |
| 7 | "Bloodletting (Sangria)"                                               | Jeffrey Hunt     | Michael Russo & Michael Narducci        | 12 de novembro de 2013  | 3,00                           |
| Quando alguém do passado de Hayley faz uma revelação surpreendente, ela fica preocupada por si mesma e pelo bebê. Já a tensão entre Klaus e Elijah aumenta e, mais tarde, os irmãos pedem a ajuda de Sabine para localizar Hayley, que está desaparecida. Após fazer uma viagem ao bayou, Klaus compartilha um encontro surpreendente e perigoso com um visitante inesperado. Enquanto isso, Davina faz uma conexão surpreendente, ao mesmo tempo em que Marcel faz uma oferta tentadora para Rebekah, o que a deixa dividida. |                                                                        |                  |                                         |                         |                                |
| 8 | "The River In Reverse (O Rio Em Reverso)"                              | Jesse Warn       | Declan De Barra & Julie Plec            | 26 de novembro de 2013  | 3,12                           |
| Rebekah, encarando uma decisão difícil, procura o Padre Kieran para pedir ajuda. Elijah luta com as consequências de um recente desentendimento com Klaus. Hayley fica ao seu lado, mas logo é atraída por uma figura misteriosa que que traz à tona coisas sobre seu passado. Enquanto isso, Cami se esforça para entender uma mensagem que ela encontra. Finalmente, quando Marcel descobre algumas informações perturbadoras envolvendo Klaus, um confronto termina com uma reviravolta surpreendente. |                                                                        |                  |                                         |                         |                                |
| 9 | "Reigning Pain In New Orleans (Reinando Dor Em Nova Orleans)"          | Joshua Butler    | Ashley Lyle & Bart Nickerson            | 03 de dezembro de 2013  | 2,87                           |
| Marcel, profundamente em conflito com os recentes acontecimentos, é surpreendido quando Klaus se abre com ele sobre algumas de suas indiscrições do passado. Cami tenta achar sentido em algumas mensagens criptografadas que encontra e fica perturbada quando encontra alguma introspecção sobre o passado de Klaus. Enquanto isso, em uma reviravolta surpreendente dos eventos, a facção de humanos decide resolver os problemas com as próprias mãos resultando em um confronto violento. Em outro lugar, quando Hayley desvenda um plano que irá prejudicar os lobisomens de sua alcateia, ela vira-se para Elijah e Rebekah em busca de ajuda. Depois de irem para a floresta, eles encontram uma lobisomem chamada Eve que possui informações que os levarão à uma chocante descoberta. |                                                                        |                  |                                         |                         |                                |
| 10 | "The Casket Girls (As Garotas Caixão)"                                 | Jesse Warn       | Charlie Charbonneau & Michelle Paradise | 14 de janeiro de 2014   | 1,8                            |
| Enquanto o French Quarter se prepara para a celebração anual do Festival Casket Girls, Cami sofre enquanto Davina a liberta da compulsão mental de Klaus. Elijah e Marcel formam uma aliança improvável enquanto Klaus planeja conseguir Davina de volta. Quando o desaparecimento de Davina se torna público, Sophie começa uma caçada para encontrá-la. Enquanto isso, Hayley é forçada a tomar uma difícil decisão após receber um telefonema inesperado, e Rebekah estabelece seu próprio plano quando pede ajuda de alguém do passado de Marcel. |                                                                        |                  |                                         |                         |                                |
| 11 | "Après Moi, Le Déluge (Depois De Mim, O Dilúvio)"                      | Leslie Libman    | Marguerite MacIntyre & Diane Ademu-John | 21 de janeiro de 2014   | 2,52                           |
| Quando Davina se torna violentamente doente e as repercussões começam a afetar todo o Bairro Francês, Marcel, Klaus, Elijah e Rebekah correm para saber o que está acontecendo. Sophie aborda os outros com informações surpreendentes sobre o ritual da Colheita e apresenta um plano drástico para salvar Davina. Em outro lugar, Hayley está cheia de culpa quando Elijah descobre que ela tem um papel no plano de Sophie. Por último, uma sequência de eventos imprevistos lançam uma onda de choque por todo o Bairro Francês |                                                                        |                  |                                         |                         |                                |
| 12 | "Dance Back From The Grave (Dançar De Volta Ao Túmulo)"                | Rob Hardy        | Michael Narducci & Michael Russo        | 28 de janeiro de 2014   | 2,00                           |
| Marcel, ainda irritado com os acontecimentos recentes, se recusa a ajudar Klaus quando uma macabra descoberta é feita no Cauldron. Rebekah fica em alerta quando ela descobre restos de um sacrifício em baixo das docas e imediatamente percebe que é um trabalho de um perigoso bruxo de seu passado. Enquanto isso, quando Elijah recebe alguma informação de que Rebekah pode estar em perigo, ele e Hayley partem para encontra-la. No Rosseau, Cami conforta Marcel, que se abre e compartilha alguns detalhes de seu passado com ela, mas as coisas saem rapidamente do controle quando um inesperado visitante aparece. Finalmente, um confronto violento quando Klaus se depara com uma força muito poderosa com uma vantagem incomparável sobre ele. |                                                                        |                  |                                         |                         |                                |
| 13 | "Crescent City (Cidade Crescente)"                                     | Chris Grismer    | Julie Plec & Michael Narducci           | 04 de fevereiro de 2014 | 2,45                           |
| Na reabertura da Igreja de St. Anne’s, o padre Kieran encontra uma grande quantidade de problemas depois de um encontro com uma bruxa de seu passado. Marcel e Rebekah começam a se preocupar quando o ressurgimento de alguém que eles conheciam ameaça expor segredos que eles mantiveram enterrados por quase um século. Em outros lugares, Sophie fica chocada quando uma descoberta é feita no cemitério, mas ela logo percebe que as coisas podem não ser o que parecem. Com a lua cheia se aproximando, Hayley permite Rebekah em seu plano para dar uma festa para seu clã de lobisomens, mas as coisas tomam um rumo perigoso quando não convidados chegam. Enquanto isso, Cami (Leah Pipes) está em conflito quando ela toma uma decisão difícil que envolve a segurança do padre Kieran, e Elijah (Daniel Gillies) se vê diante de seu próprio dilema quando tem que escolher entre Hayley e seus irmãos. Finalmente, quando um de seus planos falham, Klaus (Joseph Morgan) toma medidas drásticas no Caldeirão, resultando em repercussões perigosas que afetam todos os envolvidos. |                                                                        |                  |                                         |                         |                                |
| 14 | "Long Way Back From Hell (Longo Caminho De Volta Do Inferno)"          | Matt Hastings    | Ashley Lyle & Bart Nickerson            | 25 de fevereiro de 2014 | 1,83                           |
| Quando Rebekah descobre que está presa em um sanatório onde ela trabalhou em 1919, ela percebe que a bruxa chamada Genevieve está de volta em busca de vingança e de revelar segredos obscuros que destruiriam a vampira caso fossem expostos. Um distraído Elijah se volta para Marcel e Hayley a procura de ajuda quando uma de suas decisões colocou a vida de Klaus e Rebekah em perigo. Com o tempo trabalhando contra eles, Marcel percebe que possui informações valiosas que podem levá-los ao cativeiro, mas revelar tais informações pode resultar em consequências mortais. |                                                                        |                  |                                         |                         |                                |
| 15 | "Le Grand Guignol (O Grande Chifre)"                                   | Chris Grismer    | Declan de Barra & Diane Ademu-John      | 4 de março de 2014      | 1,99                           |
| Em uma série de flashbacks de 1919, Klaus se abre para Cami e revela detalhes do segredo devastador de Rebekah e Marcel estavam tentando manter dele. Elijah forma uma aliança improvável com Monique e pede sua ajuda na localização de Sabine. Em outro lugar, Thierry está relutante em se envolver, quando Marcel e Rebekah abordam-no com um plano para derrubar as bruxas. Enquanto isso, Hayley se mantém refém de Sabine na tentativa de obter informações que irão inverter a maldição sobre o seu clã de lobisomens. |                                                                        |                  |                                         |                         |                                |
| 16 | "Farewell To Storyville (Adeus À Storyville)"                          | Jesse Warn       | Michael Narducci                        | 11 de março de 2014     | 2,32                           |
| Apesar da raiva de Klaus, Elijah está determinado a proteger Rebekah enquanto os três estiverem presos no cemitério da cidade dos mortos por causa de um feitiço de uma bruxa. Klaus e Rebekah trocam acusações amargas até que Elijah revela um grande segredo do passado da família, que estava guardado. Enquanto isso, Marcel corre contra o tempo para libertar Rebekah e, como última opção, é forçado a fazer um acordo com Genevieve. Finalmente Rebekah e Hayley se aproximam ainda mais devido à preocupação das duas pelo bebê ainda não nascido. |                                                                        |                  |                                         |                         |                                |
| 17 | "Moon Over Bourbon Street (Lua Sobre A Rua Bourbon)"                   | Michael Robinson | Michelle Paradise & Christopher Hollier | 18 de março de 2014     | 1,53                           |
| Após acusar Klaus de fazer nada enquanto manteve o controle das ruínas do Quarter, Elijah toma uma decisão de resolver tudo com suas próprias mãos. Ele recebe uma oferta intrigante de apoio vinda de Francesca, uma linda mulher de uma família poderosa de Nova Orleans. Em uma tentativa de manter as facções antagônicas juntas, os Mikaelson organizam uma festa extravagante na qual Klaus oferece a Jackson um acordo tentador, Elijah e Hayley compartilham uma dança e uma luta violenta termina de forma surpreendente. Finalmente, mesmo como Marcel trabalhando em um novo caminho para o poder, ele continua a ajudar Cami a lidar com a tragédia de Kieran. |                                                                        |                  |                                         |                         |                                |
| 18 | "The Big Uneasy (O Grande Inquieto)"                                   | Leslie Libman    | Marguerite MacIntyre e Michael Russo    | 15 de abril de 2014     | 2,55                           |
| Genevieve pede permissão de Elijah para que seu French Quarter Coven possa celebrar publicamente um dia de festa tradicional, onde os membros da comunidade oferecem os presentes às bruxas em troca de bênçãos, e apresentar as três bruxas da Harvest: Davina (fogo), Abigail (ar) e Monique (terra). Monique e Genevieve discordam sobre o que os antepassados querem, e Genevieve revela seu plano para construir o poder bruxas. Quando Elijah concentra sua atenção em restaurar o seu lar à sua antiga glória, Klaus acusa-o de fazer isso apenas para impressionar Hayley. Em seguida, Klaus estabelece um novo plano, encontrando Cary (ator convidado Jesse Boyd), um lobisomem de sua própria linhagem, que ele envia para encontrar um pedaço da história da família desaparecida. Marcel deixa Thierry em seu novo plano para reconstruir o seu poder, mas Diego tem suas próprias ideias sobre o futuro. Na Fête des Bénédictions, Monique e Genevieve tentam usar a cerimônia de ensinar Davina como uma lição, mas Klaus intervém e dá a Davina um presente surpreendentemente importante. Enquanto Hayley luta para decidir até onde vai sua lealdade, a cerimônia explode em violência. |                                                                        |                  |                                         |                         |                                |
| 19 | "An Unblinking Death (Uma Morte Impassível)"                           | Kellie Cyrus     | Ashley Lyle & Bart Nickerson            | 22 de abril de 2014     | 1,37                           |
| Desesperada para ajudar Kieran, Cami insiste em um tratamento não tão convencional, mas suas boas intenções levam o padre a um episódio violento. Depois de Klaus e Elijah se desentenderem sobre a melhor maneira de lidar com os lobisomens do Crescent Wolf Pack, Elijah vai para o bayou onde testemunha uma terrível explosão que apenas contribui para o ódio e a desconfiança entre as comunidades. Enquanto Jackson e Elijah trabalham para salvar os feridos, Hayley descobre um pedaço surpreendente de sua história familiar a partir de Marcel |                                                                        |                  |                                         |                         |                                |
| 20 | "A Closer Walk With Thee (Um Andar Mais Próximo De Ti)"                | Sylvain White    | Carina MacKenzie & Julie Plec           | 29 de abril de 2014     | 2,00                           |
| Hayley e seu bebê enfrentam um inimigo surpreendente durante a vigília de comemoração de um membro caído da comunidade. A fim de salvar Hayley, Klaus e Elijah recorrem à Genevieve que luta para manter o controle sobre Davina e as outras bruxas novatas. Cami diz a Marcel que Francesca está determinada a encontrar uma misteriosa chave que pode desbloquear um segredo de família. Enquanto isso, Klaus sofre com pesadelos de seu pai Mikael, e é forçado a examinar o seu relacionamento conturbado com seu próprio filho adotivo, Marcel |                                                                        |                  |                                         |                         |                                |
| 21 | "The Battle Of New Orleans (A Batalha De Nova Orleans)"                | Jeffrey Hunt     | Michael Narducci & Charlie Charbonneau  | 06 de maio de 2014      | 1,23                           |
| Klaus e Elijah aprovam um plano para conseguir as pedras enfeitiçadas que Genevieve precisa a fim de mudar para o destino de Hayley e de toda a comunidade lobisomem. Percebendo que o plano de Klaus irá trazer a extinção dos vampiros do French Quarter, Marcel levanta um exército determinado a derrubar os Mikaelson's e recuperar o poder da cidade. Davina pede que Josh deixe New Orleans porque ela será forçada a fazer uma escolha fatal que mudará o curso da guerra. Enquanto isso, Francesca ameaça Cami que decifrará um código capaz de revelar algo surpreendente sobre todas as facções sobrenaturais da cidade. |                                                                        |                  |                                         |                         |                                |
| 22 | "From A Cradle To A Grave (season finale) (Do Berço Para A Sepultura)" | Matt Hastings    | Diane Ademu-John                        | 13 de maio de 2014      | 3,00                           |
| Com o nascimento da bebê se aproximando, Klaus e Elijah embarcam em uma busca por Hayley enquanto ela está determinada a fazer qualquer coisa para manter a sua filha ainda não nascida à salvo e longe das bruxas. Francesca se encontra com Jackson e Oliver para determinar o futuro dos lobisomens de New Orleans. Com resultado de um surpreendente ataque de Marcel e seu exército de vampiros na mansão Mikaelson, Davina e Cami juntam forças para derrubar Klaus. Finalmente, em um gesto desesperado para proteger a coisa mais importante na vida dele, Klaus faz toma uma decisão de cortar o coração. |                                                                        |                  |                                         |                         |                                |